# Champs (Aisne)
Champs es una comuna francesa, situada en el departamento de Aisne, de la región de Alta Francia.

## Demografía
| 411 | 367 | 334 | 300 | 291 | 275 | 281 | 282 |
| Para los censos de 1962 a 1999 la población legal corresponde a la población sin duplicidades (Fuente: INSEE [Consultar]) |     |     |     |     |     |     |     |